# Caenobrunettia baiana
Caenobrunettia baiana är en tvåvingeart som beskrevs av Freddy Bravo 2003. Caenobrunettia baiana ingår i släktet Caenobrunettia och familjen fjärilsmyggor. Inga underarter finns listade i Catalogue of Life.